# Francesco Chigi
Pour l’article homonyme, voir Chigi.
Francesco Chigi, né le 4 avril 1881 à Rome et mort le 7 juillet 1953 dans la même ville, est un aristocrate, militaire et photographe italien.

## Biographie
De 1939 à sa mort, il est capitaine de la Garde noble du Vatican.

## Sources
- (it) Cet article est partiellement ou en totalité issu de l’article de Wikipédia en italien intitulé « Francesco Chigi » (voir la liste des auteurs).